# 1568
1568 (MDLXVIII) var ett skottår som började en torsdag i den julianska kalendern.

## Händelser

### Januari
- Januari – I brist på förstärkningar tågar danskarna under Daniel Rantzaus befäl först mot Stockholm, men vänder sedan om mot Danmark.

### Februari
- Februari – Daniel Rantzau drar sig tillbaka till Halland.

### Maj
- Maj – Erik XIV tillfrisknar tillräckligt från sin sinnessjukdom, för att kunna återta regeringsarbetet. Han fortsätter det danska kriget med härjningar i Skåne och Halland, assisterad av hertig Johan, som dock snart beger sig till Eskilstuna.

### Juni
- 15 juni – Kung Eriks halvbröder, hertigarna Johan och Karl, börjar samla in pengar, för att finansiera ett uppror mot kungen. Ännu bidar de dock sin tid och inväntar rätt ögonblick att inleda aktionen.

### Juli
- 4 juli – Erik XIV gifter sig officiellt med Karin Månsdotter i Storkyrkan i Stockholm. De har redan vigts i hemlighet ett år tidigare (den 13 juli 1567) och i december 1567 har Erik fört Karin till bordet vid en middag, såsom varande hans maka. Detta arrangemang har tillkommit för att deras son Gustav, som föds i januari 1568, ska räknas som född inom äktenskapet, vilket därmed gör honom till Sveriges tronarvinge vid födseln. Nu sker alltså den officiella vigseln, vilket gör bondpigan Karin till Sveriges drottning, eftersom hon gifter sig med kungen.
- 5 juli – Karin Månsdotter kröns till svensk drottning i Storkyrkan i Stockholm. Detta blir dock droppen som får bägaren att rinna över för kung Eriks bröder, hertigarna Johan och Karl, och även för många adelsmän. Att upphöja en piga till krönt drottning är vid denna tid något oerhört, som egentligen är otänkbart, då kungen egentligen borde ha haft en utländsk prinsessa eller åtminstone en svensk adelsdam som gemål och drottning. En vecka senare utbryter därför ett uppror mot kungen.
- 10 juli – Hertigarna Johan och Karl lämnar Eskilstuna och rider mot Vadstena, för att inleda upproret mot sin bror, kung Erik.
- 12 juli – Upproret mot kung Erik inleds genom att hertig Karls trupper intar Vadstena slott i Östergötland. Samma dag kommer Johan dit och gör sig till herre på slottet. Just detta slott är en viktig plats att ha som bas för upproret, eftersom det ger hertigarna kontrollen över större delen av Östergötland samt goda sjöförbindelser med Västergötland (över Vättern), så att upproret även kan spridas dit.
- 17 juli – Hertig Karl når fram till Norrköping och några dagar senare intar han med sina trupper även Söderköping samt det viktiga fästet Stegeborgs slott utan strid.
- 18 juli – Kung Erik får i Stockholm nyheten om upproret. Han skickar omedelbart ut kurirer runt om i landet med varningar om att riket är utsatt för uppror och försöker också få hertigarna att avbryta upproret. Han försöker dessutom locka över hertig Karl på sin sida och när detta misslyckas uppmanar han sin halvbror att möta honom i envig för att avgöra upproret man mot man, vilket Karl dock vägrar att gå med på. Erik skickar också ut totalt 52 kurirer land och rike runt, för att försöka uppbåda folk mot hertigarna, vilket dock går sådär. Eftersom upprorshären har intagit flera viktiga fästen är nu hela Östergötland i deras händer.
- 26 juli – Kung Erik publicerar i Stockholm ett manifest, där hertigarna utmålas som ondskan personifierad och det antyds där att de, genom sitt uppror, har visat sig inte brås på ”sin salig herr fader” (Gustav Vasa), utan mera på ”en annan ätt”. Det sägs inte vilken ätt som avses, men antydningen är att det är deras mors familj (Leijonhufvud). Detta är enda gången under propagandakriget mellan kungen och hertigarna, som det påpekas att de ”bara” är halvbröder, då Erik på så sätt vill distansera sig från dem.
- 29 juli – Upproret har nu spritt sig till Västergötland och denna dag faller Läckö slott i de upproriskas händer.

### Augusti
- 1 augusti – Hertig Karl tågar med sina trupper in i Södermanland. Det visar sig dock att detta landskap blir svårare att inta och en hårdare nöt att knäcka än Östergötland.
- 2 augusti – Karls trupper intar Nyköpings stad och slottet ger sig några dagar senare.
- 6 augusti – Ett hemligt vapenstillestånd med Danmark, som hertigarna har ingått på tre månader, träder i kraft. Därmed har de ryggen fri och kan koncentrera sig på upproret och att försöka inta Stockholm och avsätta kungen, utan att behöva oroa sig för ett danskt anfall. Erik har själv försökt sig på detta, men det har misslyckats, eftersom danske kungen inte har velat förhandla med honom.
- 11 augusti – Svenskarna erövrar fästet Sonnenburg på Ösel från danskarna (dit har nyheten om det svensk-danska stilleståndet ännu inte nått). Strax därefter sluter man dock ett eget stillestånd på Ösel.
- 19 augusti – Hertig Johan tågar i spetsen för sina knektar mot Södermanland, medan Eriks män börjar överge honom en efter en. När flera adelsmän märker vartåt det lutar lämnar de Stockholm och Erik och ansluter sig till upproret istället och de tar då sina underlydande och tjänare med sig.
- 25 augusti – Stridigheter uppstår mellan hertig Karls trupper och en kunglig här ledd av Ivar Månsson Stiernkors vid Nyköping. Först har Stiernkors övertaget, men han tvingas ge sig och dra sig tillbaka, när hertig Johan anländer med förstärkningar. Därvid uppstår en ny strid i Hölö skog, där hertigarnas trupper segrar på nytt. Därmed tycks vägen mot Stockholm ligga öppen för upprorshären. Efter detta går också Stiernkors över till hertigarnas sida och eftersom han är ståthållare i Finland faller hela den östra rikshalvan därmed i deras händer.
- 27 augusti – Under ett ständermöte i Stockholm (inlett den 23 augusti) utfärdas ett öppet brev till upprorshären, där hertigarna stämplas som förrädare och man öppet anger att riket är utsatt för förräderi – det blir alltså förbjudet att stödja hertigarna. Detta har dock föga effekt, eftersom många redan har gått över till dem och de har övertaget. Erik säger också i brevet att han ska söka fred med Danmark, för att upproret på så sätt ska isoleras. Han skickar också ut en fredstrevare till kung Fredrik II av Danmark, men denne ignorerar den. Han inväntar i lugn och ro utgången av det svenska inbördeskriget, eftersom han vet att det kommer att försvaga Sverige ytterligare, så att Danmark så småningom kan få en ännu bättre fred i det pågående kriget mellan länderna. Detta brev har dock, som sagt, liten effekt och man kan till och med diskutera riksdagens legitimitet – på grund av kriget är det bara prästerskapet och bönderna i trakten runt Mälaren, som har kunnat komma till den.
- 31 augusti – Erik XIV:s trupper besegrar hertigarnas soldater i slaget vid Botkyrka, där kungen personligen leder sin styrka. När hertigarnas här kommer tågande mot kyrkan har Eriks soldater gömt sig bakom kyrkomuren och kan därför börja beskjuta dem, innan det blir strid man mot man. Detta är första gången kungen personligen leder trupper i strid och själv deltar i ett slag. Hans vita fjäderbuske på hjälmen syns väl och han utmärker sig i striden – efteråt har hans harnesk flera bucklor. Efter denna strid tvingas hertigarna retirera till Telge (nuvarande Södertälje). Kungen placerar sina trupper på linje mellan sjöarna Aspen och Bornsjön, för att möta ett nytt anfall. Det kommer dock inget sådant, utan hertigarna drar sig istället norr om Mälaren, för att angripa Stockholm därifrån, och på vägen intar de flera viktiga borgar, såsom Örebro och Västerås. I och med denna reträtt lyckas hertigarna inte börja belägra Stockholm från landsidan, men snart går även amiralen Claes Fleming över till dem. Eftersom han är befälhavare för den svenska flottan kan han därför blockera huvudstaden från sjösidan.

### September
- 3 september – Hertigarnas här intar Gripsholms slott under reträtten och kringvandringen norr om Mälaren.
- 17 september – Hertigarna når fram till Rörstrand (strax nordväst om dåvarande Stockholm, som vid denna tid mest består av nuvarande Gamla stan). Därmed uppstår stridigheter på Brunkebergsåsen, där hertigarna dock har övertaget.
- 18 september – Kungen leder på nytt sina trupper i ett utfall mot hertigarnas här på Brunkeberg, men tvingas retirera och åter dra sig inom Stockholms murar. Kungens sekreterare Jöran Persson, som av många anses som kungens ”onda genius”, det vill säga den pådrivande kraften bakom allt ont och alla misstag som Erik har begått (däribland Sturemorden året innan), grips av kungens män och lämnas samma dag ut till hertigarna, genom att han knuffas ut genom Stockholms norra stadsport. Hertig Johan låter genast börja tortera honom, för att få reda på Eriks planer (om han har några kontakter utanför Stockholm, som kan anfalla hertigarna i ryggen, om han ämnar fly etcetera), men också som en personlig hämnd för de smädelser, spott och spe Jöran har utsatt honom för när han fördes till Stockholm som fånge 1563. Tortyren varar i några timmar, men Jöran Persson avslöjar ingenting.
- 21 september – Jöran Persson avrättas på Stockholms galgbacke, genom tortyr. Eftersom detta är på Brunkebergsåsen är det hela fullt synligt från slottet Tre kronor, så kungen kan se vad man gör med hans före detta sekreterare. Bödeln börjar med att skära av honom öronen ”långt in i huvudet”, varpå man binder ett rep om midjan på honom och hissar upp honom samt låter honom hänga så i en halvtimme. Förutom smärtan är detta djupt förödmjukande, eftersom ett sådant straff bara brukar vederfaras extrema brottslingar. Därefter läggs Persson på sträckbänken och bödeln går systematiskt över hans kropp och krossar först smalbenen, sedan låren och slutligen armarna. Under hela tiden yttrar Persson inte ett ord, men när man har knäckt flera av hans revben ber han hertig Karl, som står intill, att ”Ack, nådig herre, förkorta min pina!”. Den unge Karl (som fyller 18 år några dagar senare) visar sig från sin mänskliga sida och beordrar bödeln att hugga huvudet av Persson.
- 22 september – Jöran Perssons kropp styckas och sätts på stegel och hjul, det vill säga att hans avhuggna lemmar spikas upp till allmän beskådan, medan hans kropp flätas in i ekrarna på ett hjul, som sätts upp ”allom till skräck och varnagel”. Denna dag ska även Perssons mor Anna torteras och avrättas, men åsynen av den avrättade sonen ska antingen ha gett henne en sådan chock, att hon ska ha fått en hjärtattack och dött på fläcken, eller ha gjort att hon faller av sin häst och bryter nacken. Hon dör alltså utan tortyr.
- 28 september – Hertigarna skickar fram en parlamentär till Norreport och framlägger sina kapitulationsvillkor till Erik. De lyder i korta drag att om staden och kungen kapitulerar och överlämnar sig till hertigarna ska alla inne i staden skonas till livet. De flesta inser att detta är det bästa man kan göra. Dels är hertigarnas här numerärt överlägsen, dels är staden omringad både från norr och söder samt från sjösidan. Man vill inte uppleva en sådan utdragen belägring som staden har upplevt 45 år tidigare, när Gustav Vasas upprorshär belägrade den i två år. Utan kung Eriks vetskap bestämmer man sig därför för att dagen därpå öppna stadsportarna och släppa in hertigarnas här.
- 29 september – Tidigt på morgonen öppnas Söderport av kungens nye statssekreterare Olof Larsson och därigenom släpper man in en del av upprorshären i Stockholm. Denna här leds av Sten Eriksson (Leijonhufvud), som är bror till hertigarnas mor Margareta (Gustav Vasas andra hustru) och en av få som har överlevt Sturemorden. Hans här beger sig mot slottet, men Erik leder sina trupper i ett sista utfall. Därvid uppstår stridigheter på Stortorget inne i staden och under tumultet får herr Sten en hillebard i magen, varvid han skadas så illa att han avlider en vecka senare (den 5 oktober). Kungens trupper lider nederlag i denna strid och Erik drar sig åter in i slottet. Samtidigt kommer hertig Karl in i staden, med uppgift att ”försäkra sig om kungens person”, det vill säga se till att han inte flyr eller tar sitt eget liv. När hertigen kommer fram till slottet uppmanar han kungen att ge sig och nu inser även Erik att spelet är förlorat. Klockan två på eftermiddagen beger han sig till Storkyrkan (intill slottet), där han möter hertig Karl och kapitulerar till honom. Därmed förklaras Erik avsatt som Sveriges kung och upproret är över. Detta är exakt på dagen åtta år efter att han har blivit kung, vid Gustav Vasas död den 29 september 1560. Kungens valspråk var ”Deus dat cui vult”, som är latin och betyder ”Gud ger åt vem han vill”. Med detta har han velat visa att han har fått sin makt av Gud, när Gustav Vasa införde arvkungadömet, eftersom Gud har låtit honom vara Gustavs förstfödde. Därmed är också tanken att endast Gud ska kunna ta kungamakten ifrån honom (genom hans död), men så blir alltså inte fallet. Erik avsätts formellt av riksdagen den 26 januari 1569.
- 30 september – Hertig Johan håller tidigt på morgonen sitt intåg i Stockholm genom Norreport och utropar sig till Sveriges konung med namnet Johan III. I och med det svenska regentbytet sker en del förändringar. Sedan 1563 har Sverige, förutom med Danmark och Lübeck, också befunnit sig i krig med Polen om besittningarna i det svenska Estland. Johan är ytterst polskvänlig och till och med gift med den polska prinsessan Katarina Jagellonica. Då Sverige nu byter politik mot Polen och till och med får en polsk drottning ser man från polskt håll inte längre någon anledning till krig, då man nu kan förhandla med Sverige, via kungens polska hustru. Samtidigt är svenskarna glada att slippa fienden i sydöst, för att kunna koncentrera sig på Danmark och Lübeck. Det sluts dock ingen formell fred med Polen (det kommer inte att ske förrän 1660), utan kriget med Polen i Livland ”rinner bara ut i sanden” så att säga. Detta innebär också att det hot som sedan 1566 har legat över Katarina om att hon ska utlämnas till den ryske tsaren Ivan den förskräcklige (eftersom han vill ha henne som gisslan i förhandlingarna med Johan i hans vidlyftiga östpolitik) nu avvärjs. I samband med maktövertagandet blir också brodern Karl myndigförklarad (då han fyller 18 år några dagar senare) och övertar själv styrelsen över sitt hertigdöme (ungefär motsvarande Södermanland, Närke och Värmland).

### Oktober
- 4 oktober – Kung Johan förhandlar med Stockholms borgare och utfärdar allmän amnesti till dem, samtidigt som de svär trohetsed till honom.

### Hösten
- Hösten – Stillestånd sluts mellan Sverige och hovmännen (Tyska orden).

### November
- 18 november – Svenska och danska delegater möts i Roskilde. Där omförhandlar man det pågående vapenstilleståndet, som förlängs, vilket leder till att det dansk-svenska kriget ”ställs in” över vintern.

### Okänt datum
- Stora ombyggnader av Kalmar slott inleds.
- Den grekiske antike historikern Polybios verk Histori'ai översätts för första gången till engelska av Christopher Watson.[1]

## Födda
- 28 januari – Gustav Eriksson Vasa, svensk kronprins, son till Erik XIV och Karin Månsdotter.
- 11 februari – Honoré d'Urfé, fransk författare.
- 9 mars – Aloysius Gonzaga, italienskt helgon.
- 15 eller 25 mars – Johannes Bureus, svensk fornforskare, språkman och mystiker.
- 5 april – Urban VIII, född Maffeo Barberini, påve 1623–1644.
- 17 maj – Anna Vasa, svensk prinsessa, dotter till Johan III och Katarina Jagellonica.
- 19 maj – Leonora Dori, politiskt aktiv fransk gunstling.
- 25 juni – Gunilla Johansdotter (Bielke af Åkerö), Sveriges drottning 1585–1592, gift med Johan III.
- 5 september – Tommaso Campanella, dominikansk teolog, filosof och poet.

## Avlidna
- 20 mars – Albrekt, preussisk hertig (död i Tapiau, nuvarande Gvardejsk).
- 13 maj – Sophie av Pommern, Danmarks och Norges drottning 1523–1533, gift med Fredrik I.
- 15 augusti – Stanislaus Kostka, polskt helgon.
- 21 september – Jöran Persson, svensk rådsman (avrättad).
- 5 oktober – Sten Eriksson (Leijonhufvud), svensk adelsman, militär och ämbetsman (krigsskador).

### Fotnoter
1. ↑  Polybius: "The Rise of the Roman Empire", Page 36, Penguin, 1979.